# 丰特埃里多斯
丰特埃里多斯，是西班牙安达卢西亚自治区韦尔瓦省的一个市镇。总面积11平方公里，总人口641人（2001年），人口密度58人/平方公里。